# Early reggae
Genres dérivés
Roots reggae, rockers, reggae pop, lovers rock, dub, DJ style, early dancehall, 2 tone
Le early reggae, également appelé skinhead reggae, en raison de sa popularité parmi les skinheads, est la plus ancienne forme musicale de reggae, développée précisément entre 1968 et 1971, avant l'émergence du roots reggae rastafari.
Avant la montée du rastafarisme, le reggae, comme ses prédécesseurs ska et rocksteady, était soutenu en Jamaïque par les rude boys et en Angleterre par les skinheads. Le early reggae comprend un certain nombre d'éléments musicaux, stylistiques et symboliques, qui ont également conditionné les goûts musicaux d'une grande partie de la jeunesse britannique à la fin des années 1960. L'explosion du early reggae est principalement menée par quelques groupes et artistes célèbres tels que Desmond Dekker, Jimmy Cliff, Toots and the Maytals, The Pioneers, Alton Ellis, John Holt, Symarip, qui sont devenus les symboles de cette vague musicale.
Avec la forte popularité du culte religieux rasta dans la musique reggae, grâce à des artistes comme Bob Marley, le early reggae est en fait supplanté. Cela entraîne une transformation du reggae, qui devient le porte-parole d'un culte, modifiant considérablement ses racines initiales. Sur le plan musical et rythmique, des auteurs comme Marley et Peter Tosh ont également apporté des changements remarquables.

## Histoire

### Débuts et succès
Après le ska et pendant l'ère du rocksteady, de grands producteurs comme Coxsone Dodd, Duke Reid et Prince Buster continuent à dominer le marché de la musique en Jamaïque. À ce moment-là, bien que ce secteur ait été actif pendant près de 10 ans, les années 1970 arrivent et suffisamment de personnes dans le circuit remarquent qu'il n'était pas nécessaire d'avoir des compétences particulières pour devenir producteur, mais plutôt d'avoir de l'argent. Ces deux raisons suffisent à provoquer des changements dans le secteur, mais l'intérêt pour l'innovation musicale y était également lié. Ces événements provoquent une révolution qui s'inscrit dans le processus d'évolution de la musique jamaïcaine. Tous ceux qui ont participé à la création des sons reggae émergent en 1967 et font partie de cette entreprise. Ils savaient ce que les gens voulaient, et que ce n'était plus du rocksteady. La principale raison pour laquelle ce genre n'avait plus de succès était l'aversion qu'il suscitait par sa lenteur. Un genre beaucoup plus rapide était voulu. Les producteurs de grands labels discographiques ont de nouveau voulu changer le son et le rythme de la musique jamaïcaine après l'avènement de son genre précurseur.
Lors de l'une de ces premières sessions, l'orgue et la guitare rythmique sont utilisés pour créer un nouveau son. La première forme de reggae est apparue en 1968, s'inspirant du rocksteady et en tirant de nombreuses caractéristiques de ce style. Le nouveau genre se caractérise par un rythme plus cassé et plus convulsif que le précédent. Les débuts du reggae se caractérisent par de nombreuses nuances : outre les sonorités typiques du ska et du rocksteady, de fortes influences soul sont très présentes, soutenues par de nouvelles introductions instrumentales telles que l'orgue et les guitares. Les indices harmoniques étaient également plus variés et plus originaux. On pouvait y trouver à la fois des notes sombres et mélancoliques issues du « rude boy sound » et des sonorités plus fraîches et rebondissantes caractéristiques du nouveau style. Lorsque les gens demandaient ce qu'était ce son, aucun nom n'avait encore été trouvé pour cette variante, mais elle a d'abord été appelée « ragga », ce qui signifie « rugueux », « vieux ». Le nom se transforme rapidement en raggay, puis en reggae. L'invention du terme est attribuée à Toots and the Maytals, qui ont enregistré une chanson intitulée Do the Reggay en 1968. Avant cette date, le terme reggay était utilisé pour décrire une danse en vogue en Jamaïque et n'était donc pas associé à un style de musique particulier, joué plus tard par les groupes de reggae.

### Skinhead reggae au Royaume-Uni
En 1968, le Royaume-Uni voit naître un nouveau mouvement de jeunesse, les skinheads, qui adoptent le reggae naissant comme leur genre musical emblématique, ainsi que ses précurseurs tels que le ska et le rocksteady. Ce lien est dû au fait que de nombreux clubs fréquentés par les Indo-Occidentaux étaient également fréquentés par des hard mods britanniques qui se sont pris d'affection pour le nouveau genre jamaïcain et en font leur propre musiquei. Sans compter que les skinheads eux-mêmes étaient issus d'une bande de mods, sous l'influence de rude boys jamaïcains. Des chansons telles que Live Injection ou Return of Django des Upsetters ; Israelites ou Pickney Gal de Desmond Dekker ; Wanderful world, Beautiful People ou Hard Road to Travel de Jimmy Cliff et Young Gifted and Black de Bob and Marcia sont toutes composées en 1969 et atteignent le sommet des hit-parades britanniques. La naissance du skinhead se situe probablement dans la période de déclin du culte des mods, en partie en raison de l'attention portée par les médias aux affrontements entre mods et rockers au cours de l'année 1964. À partir de 1968, le culte du skinhead se développe pleinement et est officiellement reconnu en 1969.
Le skinhead se caractérise par trois aspects principaux : la mode vestimentaire, le style et la musique. La principale était, bien sûr, l'attention méticuleuse portée à l'apparence, à la coupe de cheveux en particulier. Il est bien connu que bon nombre des premiers skinheads étaient des mods qui, pour diverses raisons, avaient beaucoup à faire avec la mode. Les mods étaient généralement opposés à l'idée de s'habiller et de se comporter selon la mode hippie, un mouvement principalement américain (originaire de la côte ouest). Cette aversion pour les hippies se transmet également aux skins, à tel point que 200 d'entre eux ont attaqué la grande marche de solidarité avec le Viêt Nam en octobre 1968. La coupe de cheveux et les vêtements qui sont devenus les styles classiques des skinheads étaient auparavant caractéristiques des mods. La première musique jamaïcaine à laquelle les skinheads se sont identifiés était des chansons telles que Fat Man de Derrick Morgan, Humpty Dumpty d'Eric Morris, toutes deux distribuées par le label Blue Beat Records, et Forward March de Derrick Morgan, Miss Jamaica de Jimmy Cliff et Housewife's Choice de Derrick and Patsy, ce dernier pour Island Records. Ce sont ces titres, ainsi que d'autres titres contemporains similaires de la période ska, qui sont devenus partie intégrante du langage du skinhead reggae. En effet, grâce à la diffusion de cette nouvelle sous-culture au cours de ces années, les ventes de musique jamaïcaine augmentent et, en Jamaïque, on se rend compte que parmi les fans de rocksteady, qui évoluait entre-temps vers le reggae, un mouvement grandissant se développait parmi les jeunes Britanniques qui se consacraient à la même musique que celle qu'ils écoutaient dans leur pays. Le skinhead devient ainsi un modèle étroitement lié à la culture jamaïcaine, à tel point que de grands producteurs jamaïcains comme Lee « Scratch » Perry, Leslie Kong, Prince Buster, Lambert Briscoe ou Clancy Eccles profitent de l'occasion pour créer un marché du disque spécifique aux skinheads avec des labels comme Clandisc, Grape, Hot Rod ou Pama, en se tournant vers le marché britannique en pleine croissance. Le genre est baptisé « skinhead reggae » en raison du lien indissociable entre le culte de la jeunesse et la musique.
Les artistes jamaïcains composent plusieurs chansons reggae dédiées aux skinheads, comme par exemple The Moonhop de Derrick Morgan, Skin Head Moonstomp et Skin Head Girl de Symarip ; Skin Head Speaks Your Mind ou Skin Heads Don't Fear des Hot Rod Allstars, Skin Heads a Bash Dem de Claudette, Skinhead Train to Rainbow City de Laurel Aitken, Skinhead Revolt de Clancy Eccles, Skinhead Train des Charmers, Skinhead a Message to You de Desmond Riley, Skinhead Revolt de Joe the Boss. Le terme skinhead reggae est d'origine purement britannique et n'est reconnu comme tel que lorsqu'il a été accepté par l'industrie musicale jamaïcaine, devenant ainsi la réponse britannique à la scène étrangère. On peut dire que la majeure partie de la musique généralement connue sous le nom de reggae, de la fin des années 1960 jusque vers 1972, était liée aux skinheads, auxquels ils s'identifiaient sur le fond et la forme, et qu'ils adoptaient fièrement. Au début des années 1970, vers 1971, le reggae commence à être définitivement lié à la culture rastafari, tandis que le culte des skinheads commence à décliner. Le skinhead reggae cesse d'exister à cette époque, mais on attribue aux skinheads la diffusion du reggae auprès des Blancs en Angleterre. Cette sous-culture est ensuite remplacée par une série de cultes apparentés, tels que suedehead, smoothie et bootboy.
Plusieurs labels ont publié des collections consacrées au reggae de l'ère skinhead, telles que Skinhead Revolt (1997), Trojan Skinhead Reggae (2002), Dawning of a New Era : The Roots of Skinhead Reggae (2005), toutes sorties chez Trojan Records, The Skinhead Reggae Singles (2007).

### Déclin et période roots
La deuxième phase du développement du reggae (1971) se caractérise par des tempos plus lents et un son globalement plus détendu et hypnotique. Après le déclin du reggae early/skinhead, le genre commence à être associé de manière permanente au mouvement rastafari, ce qui a donné naissance à la période du roots reggae. Ce n'est que lorsque les artistes reggae se couvrent de rastafarisme que les éléments afro-jamaïcains typiques deviennent le thème central en tant que symbole d'identité et de fierté. Au moment où la plupart des musiciens de reggae rejoignent le mouvement, l'influence de rasta et le son deviennent évidents : la basse électrique est devenue plus profonde et plus prononcée, le rythme est ralenti et les paroles semblaient promettre monts et merveille. Alors que le early reggae laisse la place au nouveau son expérimental du roots reggae, une nouvelle vague de producteurs commence à émerger au début des années 1970, tandis que plusieurs producteurs historiques importants disparaissent de la scène : Leslie Kong décède en 1971 d'une crise cardiaque. Son label, Beverley's, cesse ses activités après sa mort. Si Duke Reid se dit opposé au développement du roots reggae, cette nouvelle variante ne lui convient pas, notamment en raison de ses thèmes de contestation sociale, et cette position contribue à le faire appartenir à une génération dépassée. C'est ainsi que son label, Treasure Isle, cesse d'être une référence pour le nouveau reggae roots des années 1970. Après avoir été actif en tant que producteur dans les cercles de DJ style, Reid décède également en 1975. Alors que deux des producteurs jamaïcains les plus importants décèdent, "Coxone" Dodd s'installe à New York. Ces événements contribuent à l'avènement d'une nouvelle ère pour le reggae.

## Caractéristiques
Musicalement, le reggae hérite de la vivacité du ska, des guitares offbeat et de l'accent mis par le rocksteady sur le rôle de la basse électrique et des harmonies vocales. Le son typique des débuts du reggae diminue encore diminué la présence des cuivres par rapport au rocksteady, qui lui-même a tendance à limiter l'introduction de cette section d'instruments.
Dès que des producteurs comme Lee « Scratch » Perry ou King Tubby expérimentent le nouveau son reggae, le clavier étant devenu l'élément le plus important de l'ensemble des instruments. L'orgue joue un rôle de soutien, donnant un ton vivant et coloré aux arrangements. Plus que ses prédécesseurs (ska et rocksteady), les premiers producteurs de reggae proposent de nouveaux morceaux au public du dancehall avant de les enregistrer sur vinyle. La musique reggae, comparée au rock & roll, était encore produite rapidement et à peu de frais ; alors qu'un groupe de rock mettait une année entière à composer un album conceptuel, Bunny Lee, à Kingston, pouvait produire trois albums en une seule nuit. Bien que les productions de musique reggae aient été légèrement améliorées par l'introduction de l'enregistrement multi-piste, de nombreux morceaux de reggae à Kingston étaient encore enregistrés avec du matériel standard. C'est pourquoi le reggae des débuts est encore caractérisé par un son « primitif » et « rugueux » ; dans certains cas, les instruments sont désaccordés, mal pris en compte pendant les sessions et mixés de manière très approximative. Ce style de production a certainement caractérisé l'authenticité de la musique en mettant l'accent sur le son brut et urbain qui sera plus tard typique de early reggae. Avant que la culture rastafari n'influence la musique reggae, les paroles et la musique étaient moins rhétoriques et complexes : le early reggae s'inspire en fait de thèmes abordés dans le RnB américain et la soul, dont il s'inspire directement, tandis que le early reggae ne faisait que rarement allusion à des thèmes rasta, comme Haile Selassie de Laurel Aitken (1969), Rivers of Babylon des Melodians (1970) ou quelques chansons des Ethiopians, qui ouvrent la voie au reggae roots ultérieur.
Comme le ska, le reggae peut également être divisé en deux phases : dans la première (early reggae - 1968-1970/71), période de transition entre le rocksteady et le reggae, le rythme est encore accéléré. Les chansons composées durant cette période sont Rivers of Babylon des Melodians, African Herbsman des Wailers, Young, Gifted and Black par Bob and Marcia, et Freedom Street par Ken Boothe, qui véhiculent un rythme rapide et pulsé. Malgré l'augmentation du rythme, les premières chansons reggae utilisaient moins d'instruments et moins de notes, ce qui rendait le genre plus pauvre et plus basique. En conséquence, les nouveaux arrangements de reggae contenaient plus de breaks ou d'espaces dans les rythmes.